# Hoffmann Beáta
Hoffmann Beáta (Győr, 1967. június 22. –) olimpiai bronz- és világbajnoki ezüstérmes magyar kézilabdázó.

## Pályafutása
A Győri Textiles csapatában kezdte pályafutását, ahonnan 1984-ben igazolt a Bp. Építők csapatához, mellyel háromszoros magyar bajnok és egyszeres kupagyőztes lett. 1992-től 2001-es visszavonulásáig a Győri ETO játékosa volt. 126-szor szerepelt a női magyar válogatottban, mellyel olimpiai bronzérmet és világbajnoki ezüstérmet szerzett.

## Sikerei

### Klubcsapatban
- Magyar bajnokság győztes: 1989, 1990, 1991
- Magyar kézilabdakupa győztes: 1992

### Válogatottban
- Olimpia:
  - bronzérmes: 1996
- Kézilabda-világbajnokság:
  - ezüstérmes: 1995